# Blenniella gibbifrons
Blenniella gibbifrons is een straalvinnige vissensoort uit de familie van naakte slijmvissen (Blenniidae). De wetenschappelijke naam van de soort is voor het eerst geldig gepubliceerd in 1824 door Jean René Constant Quoy en Paul Gaimard. De soort werd ontdekt in de Sandwicheilanden (nu Hawaï) op de expeditie van de Franse korvetten l'Uranie en la Physicienne van 1817-1820.